# Mar Cambrollé
Mar Cambrollé Jurado (Sevilla, 28 de diciembre de 1957) es una activista española por los derechos trans.

## Biografía
En octubre de 1977 fue una de las fundadoras en Sevilla del Movimiento Homosexual de Acción Revolucionaria (MHAR), asociación que el 25 de junio de 1978 convocó la segunda manifestación por la libertad sexual.
En 2007 fue una de las fundadoras de la Asociación de Transexuales de Andalucía (ATA)-Sylvia Rivera y fue nombrada presidenta por unanimidad. Desde su creación es presidenta de la Federación Plataforma Trans.
En 2014 fue una de los promotoras[cita requerida] de la Ley Integral de Transexualidad aprobada por Andalucía. Esta ley fue pionera en España y en Europa. Por un lado, condujo a la despatologización de las identidades de las personas transgénero; por otro lado, reconoció que los humanos pueden elegir libremente su identidad y expresión de género.
En junio de 2018, realizó la donación de su colección privada de documentación sobre la lucha por la liberación sexual durante el posfranquismo al Archivo General de Andalucía. La colección, denominada «Colección Mar Cambrollé», consta de 104 documentos de diversa índole, principalmente recortes de prensa, carteles, pegatinas y octavillas, todos producidos durante el tardofranquismo y los primeros años de la Transición española.
El 3 de octubre de 2018, junto a otras dieciséis transexuales y madres de menores trans se declararon en huelga de hambre y convocaron a Unidos Podemos para presionar en la tramitación de la Ley Integral de Transexualidad de ámbito estatal lo antes posible. La huelga de hambre duró 11 horas, hasta que Unidos Podemos hizo gran parte de la ley en agosto de 2019.
En 2024, durante las elecciones europeas fue candidata a diputada para el Parlamento Europeo, en el puesto 9 de las listas de Podemos.

## Vida personal
El 3 de mayo de 2024 contrajo matrimonio con su pareja en el Registro Civil de Sevilla.

## Premios y reconocimientos
En 2024, recibió uno de los premios Tacón de Huelva, entregados durante la Gala Drag de dicha ciudad.